# Pleurogyrus hungerfordi
Pleurogyrus hungerfordi är en stekelart som först beskrevs av Joseph Augustine Cushman 1930.  Pleurogyrus hungerfordi ingår i släktet Pleurogyrus och familjen brokparasitsteklar. Inga underarter finns listade i Catalogue of Life.